# Uenohara
Uenohara (japanska: 上野原市?, Uenohara-shi) är en stad i Yamanashi prefektur på ön Honshu i Japan. Staden bildades 13 februari 2005 genom en sammanslagning av kommunerna Uenohara och Akiyama. Uenohara utgör prefekturens allra ostligaste område, och är belägen i Stortokyo-områdets allra västligaste del.